# 下八里墓群
下八里墓群位于河北省张家口宣化区河子西乡下八里村，包括十余座辽墓，大部分为张氏家族墓。其中的壁画内容丰富，彩色鲜艳，反映出明显的契丹、汉族两种习俗并存交融的地方特色，为研究中国十二世纪辽代的社会历史、绘画史、天文科学发展史提供了重要资料。1996年被列入第四批全国重点文物保护单位。2006年，第六批全国重点文物保护单位公布时，将下八里村辽墓二区也并入其中。

## 概况
下八里墓群中最早被发现的是位于下八里村东的张世卿墓，1972年被发现，1973年发掘。张世卿曾任辽检校国子监祭酒兼监察御史，其墓由墓道、墓门和前后二室组成，室内有约有86平方米的壁画，分布于墓室四壁和顶部，描绘出行、伎乐、宴饮等活动，描写了墓主人生前的豪奢生活，也反映了当时社会生活的一个侧面。墓顶上绘有彩色星象图，以中国古代二十八宿为主，吸取古代巴比伦黄道十二宫之说，组成中外合璧的星图，现开放参观。
1990年，在下八里村西北发现韩师训墓，墓早年被盗，墓室已充满泥土，出土遗物83件。壁画保存完好，前室东壁绘散乐图，西壁绘出行图，后室绘饮酒图、更衣图、备经图、进羹图等，和其他墓的壁画风格有所不同，用笔有书法的墨色韵味，设色淡雅，更受宋代文人画的影响。
1993年3月村民春灌时，在张世卿墓东南约50米处，发现地面渗水，为彻底了解地下分布情况，河北省文物研究所进行了钻探和发掘。其中张世卿祖父张匡正和叔辈张文藻合葬墓保存完好，从中发现散乐图、茶道图和儿童跳绳图等多幅颜色鲜丽壁画。两墓内出土保存完好的桌、椅、盆架、衣架等木质家具，以及核桃、栗子等20余种食物和盘、碗、瓶、碟等大批瓷器、漆器、铁器。
1998年，下八里村北也发现砖室、石室古墓葬6座，称为下八里辽墓II区，墓均无封土，面积达1200平方米。其中两座石室墓由墓道、墓门、墓室组成，随葬品多残损丢失。出土木俑、瓷盘、骨刷、铜镜等器物，同样有保存较好的彩色壁画。2006年第六批全国重点文物保护单位公布时，将其并入下八里墓群。